# Eugen Baciu
Eugen Cătălin Baciu (* 25. Mai 1980 in Vaslui) ist ein ehemaliger rumänischer Fußballspieler. Er bestritt insgesamt 177 Spiele in der rumänischen Liga 1. In den Jahren 2005 und 2006 gewann er mit Steaua Bukarest die rumänische Meisterschaft.

## Karriere

### Verein
Baciu startete in der Saison 2000/01 seine Karriere in der Divizia B bei Laminorul Roman und wechselte im Januar 2001 zum FCM Bacău, in die erste rumänische Liga. Sein Divizia-A-Debüt gab er im Mai 2001 beim Heimspiel gegen Gloria Bistrița. Im Januar 2005 wechselte er abermals den Verein und kam zu Steaua Bukarest. In der Saison 2010/11 kam er zu keinem Einsatz und kehrte im Sommer 2011 nach Bacău zurück, das mittlerweile in der Liga II spielte. Dort beendete er im Jahr 2012 seine Laufbahn.

### Nationalmannschaft
Am 17. April 2002 bestritt Baciu sein bisher einziges Spiel für die rumänische Fußballnationalmannschaft gegen Polen.

## Erfolge/Titel
- Rumänischer Meister (2): 2004/05, 2005/06